# Limopsis affinis
Limopsis affinis är en musselart som beskrevs av Addison Emery Verrill 1885. Limopsis affinis ingår i släktet Limopsis och familjen Limopsidae. Inga underarter finns listade i Catalogue of Life.